# Hapigiodes forsteri
Hapigiodes forsteri är en fjärilsart som beskrevs av Paul Thiaucourt 1987. Hapigiodes forsteri ingår i släktet Hapigiodes och familjen tandspinnare. Inga underarter finns listade i Catalogue of Life.